# Thiomargarita magnifica
Thiomargarita magnifica é uma espécie de gamaproteobactéria oxidante de enxofre, encontrada enquanto se desenvolve debaixo d'água, nas folhas destacadas de manguezais vermelhos, situados no arquipélago de Guadalupe, nas Pequenas Antilhas. Essa bactéria em forma de filamento é a maior já descoberta, cujo comprimento médio de 10 mm, e alguns indivíduos catalogados atingindo 20 milímetros. A bactéria é descrita em um preprint publicado em fevereiro de 2022. O organismo foi originalmente descoberto no início de 2010 por Olivier Gros, cientista da Universidade das Antilhas Francesas em Pointe-à-Pitre. Inicialmente, não atraiu muita atenção (Gros na época pensou que seu achado se tratasse de um fungo); Demorou para que Gros e outros pesquisadores, 5 anos mais tarde, descobrissem que se trata realmente de uma bactéria. Mais alguns anos se passaram até que Jean-Marie Volland, um estudante da pós-graduação dirigida por Gros, descobrisse suas características morfológicas incomuns.
Thiomargarita significa "pérola de enxofre", uma referência à aparência da bactéria com células de indivíduos multicelulares. Bactérias dessa espécie contêm grânulos de enxofre microscópicos que espalham a luz incidente, dando à célula um brilho perolado.

## DNA encapsulado
A descoberta de T. magnifica é inconclusiva, havendo indefinições quanto a sua classificação como procariontes, no qual organismos unicelulares primitivos que não têm um núcleo celular (seu DNA é flutuante) e eucariotos, onde o DNA é cercado pelo envelope nuclear. Sendo a T. magnifica uma bactéria, ela pertence aos procariontes, mas sua célula inclui sacos de membrana que encapsulam o DNA da célula.

## Estrutura
O metabolismo em bactérias só pode ocorrer através da difusão de moléculas de nutrientes e resíduos através do interior das células bacterianas, e isso coloca um limite superior no tamanho desses organismos. A grande bactéria sulfurosa T. namibiensis, descoberta em 1999, supera esse limite ao incluir um grande saco cheio de água e nitratos. Este saco empurra o conteúdo celular para a parede celular, para que a difusão possa funcionar; a vida só acontece "ao longo da borda" da célula. A célula de T. magnifica inclui um vacúolo semelhante que ocupa a maior parte da célula (65-80% em volume) e empurra o citoplasma para a periferia da célula (a espessura do citoplasma varia de 1,8 a 4,8 mícrons).
A parte externa da célula carece de bactérias epibióticas, sua "ausência surpreendente" pode ser explicada por T. magnifica possivelmente produzindo compostos químicos biologicamente ativos ou mesmo antibióticos.